# Trimma flavatrum
Trimma flavatrum és una espècie de peix de la família dels gòbids i de l'ordre dels perciformes.

## Morfologia
- Els mascles poden assolir 2,3 cm de longitud total.[3]

## Hàbitat
És un peix marí de clima subtropical que viu fins als 8 m de fondària.

## Distribució geogràfica
Es troba des del Japó fins a Austràlia.

## Costums
Forma petits bancs i, de vegades, barrejat amb Trimma tevegae.